# YEAH YEAH YEAH/동경의 Stress-free/꽃, 한창 때
YEAH YEAH YEAH/동경의 Stress-free/꽃, 한창 때(YEAH YEAH YEAH/憧れのStress-free/花、闌の時)는 2018년 9월 26일에 발매된 하로프로 올스타즈의 싱글이다.

## 개요
- 헬로! 프로젝트가 20주년 기념으로 맞이한 싱글이다.
- 초회한정반과 통상반 A/B/C/D/E/F의 전 7종. 초회한정반은 「YEAH YEAH YEAH」,「동경의 Stress-free(憧れのStress-free)」의 뮤직비디오에 수록된 DVD 부속. 통상반은 CD만.

## 수록곡

### CD
전반통상
1. YEAH YEAH YEAH
작사, 작곡 : 층쿠 / 편곡 : 오쿠보 카오루
2. 憧れのStress-free
작사, 작곡 : 층쿠 / 편곡 : 히라타 쇼이치로
3. 花、闌の時
작사, 작곡 : 오쿠사 케이 / 편곡 : 우에스기 히로시
4. ハロー!ヒストリー ※Additional Track
작사, 작곡 : 마에다야마 켄이치 / 편곡 : 히라타 쇼이치로
5. YEAH YEAH YEAH (Instrumental)
6. 憧れのStress-free (Instrumental)
7. 花、闌の時 (Instrumental)

통상반A 모닝구무스메'18반
1. YEAH YEAH YEAH (モーニング娘。'18 Ver.)

통상반B 안주루무반
1. YEAH YEAH YEAH (アンジュルム Ver.)

통상반C Juice=juice반
1. YEAH YEAH YEAH (Juice=Juice Ver.)

통상반F 츠바키팩토리반
1. YEAH YEAH YEAH (つばきファクトリー Ver.)

통상반D 컨트리걸즈반
1. YEAH YEAH YEAH (カントリー・ガールズ Ver.)

통상반E 코부시팩토리반
1. YEAH YEAH YEAH (こぶしファクトリー Ver.)

### DVD
초회한정반
1. YEAH YEAH YEAH (Music Video)
2. 憧れのStress-free (Music Video)

## 차트
- 일간최고순위 1위 (오리콘 차트)
- 주간최고순위 1위 (오리콘 차트)